# Ананиндеуа
Ананиндеуа (порт. Ananindeua) — муниципалитет в Бразилии, входит в штат Пара. Составная часть мезорегиона Агломерация Белен. Входит в экономико-статистический микрорегион Белен. Население составляет  471 980 человек на 2010 год. Занимает площадь 190,451 км². Плотность населения — 2478,22 чел./км².

## История
Город основан в 1961 году.

## Демография
Согласно сведениям, собранным в ходе переписи 2010 г. Национальным институтом географии и статистики (IBGE), население муниципалитета составляет:
| Полное население                               | Полное население                               | Полное население                               | Полное население                               | 471 980 |
| ---------------------------------------------- | ---------------------------------------------- | ---------------------------------------------- | ---------------------------------------------- | ------- |
| в том числе:                                   | Городское население                            | 470 819                                        | Процент городского населения, %                | 99,75   |
|                                                | Сельское население                             | 1161                                           | Процент сельского населения, %                 | 0,25    |
|                                                | Мужское население                              | 226 635                                        | Процент мужского населения, %                  | 48,02   |
|                                                | Женское население                              | 245 345                                        | Процент женского населения, %                  | 51,98   |
| Плотность населения, чел/км²                   | Плотность населения, чел/км²                   | Плотность населения, чел/км²                   | Плотность населения, чел/км²                   | 2478,22 |
| Население муниципалитета в % к населению штата | Население муниципалитета в % к населению штата | Население муниципалитета в % к населению штата | Население муниципалитета в % к населению штата | 6,23    |

По данным оценки 2015 года население муниципалитета составляет 505 404 жителя.

## Статистика
- Валовой внутренний продукт на 2005 год составляет 2 174 697 000,00 реалов (данные: Бразильский институт географии и статистики).
- Валовой внутренний продукт на душу населения на 2005 год составляет 4510,00 реалов (данные: Бразильский институт географии и статистики).
- Индекс развития человеческого потенциала на 2000 год составляет 0,782 (данные: Программа развития ООН).

## География
Климат местности: экваториальный. В соответствии с классификацией Кёппена, климат относится к категории Am.

## Важнейшие населенные пункты
| № | Населённый пункт | Населённый пункт (порт.) | Категория | Население чел. (2010) | На карте                       |
| - | ---------------- | ------------------------ | --------- | --------------------- | ------------------------------ |
| 1 | Ананиндеуа       | Ananindeua               | город     | 470 819               | 1°21′53″ ю. ш. 48°22′26″ з. д. |